# SSG69
SSG-69 (нем. Scharfschützengewehr — снайперская винтовка) — снайперская винтовка ручного перезаряжания, принятая в 1969 году на вооружение австрийской армии. Состоит на вооружении стран НАТО, спецслужб России.

## Конструкция
Ствол изготовлен методом холодной ковки, что обеспечивает усиление поверхности канала ствола и его внешней стороны. Запирание канала ствола осуществляют шесть запирающих выступов, симметрично расположенных в задней части затвора. Затвор поворачивается при этом на 60 градусов.
Спусковой механизм предусматривает двухступенчатое нажатие. Длина хода спускового крючка и усилия на него регулируются специальным колёсиком. Предохранитель, расположенный справа в задней части ствольной коробки, блокирует затвор и курок. Штатный прицел ZF-69 имеет градуировку до 800 метров и внутреннюю регулировку.
Для стрельбы применяются патроны 7,62×51 мм NATO.

## История
Снайперская винтовка выпускается с 1969 года.

## Варианты и модификации
- Steyr-Manlicher SSG-P1 (P-69) — армейский вариант;
- SSG-P — полицейский вариант;
- SSG-PII — полицейский вариант, разработан в 1980-е годы. Имеет утяжелённый ствол, ложу из пластмассы чёрного цвета, удлиненную рукоять затвора, крепление для установки съемных сошек. Механические прицельные приспособления отсутствуют[4].
- SSG-PIIK (kurz) — укороченный вариант образца 1995 года с тяжелым стволом длиной 508 мм и общей длиной 978 мм[4].
- SSG-PIV — вариант с укороченным до 409 мм стволом
- SSG-M — спортивный вариант, отличается измененной формой ложи, не оснащен сошками и креплением для глушителя.

## На вооружении
Используется антитеррористическими и полицейскими спецподразделениями ряда западных стран
- Австрия — австрийская армия и полицейское спецподразделение EKO Cobra[4]
- Ирландия — на вооружении армейских рейнджеров[6]
- Нидерланды — морская пехота[4]
- Сальвадор — спецподразделения полиции Сальвадора[4]
- Россия — замечена у сотрудников ОСН "Гром"